# Wes Brooker
Wes Brooker, född 21 december 1946, är en friidrottare från Kanada. Han deltog vid olympiska sommarspelen 1968.